# (23945) 1998 US4
1998 يو أس 4 (ويعرف أيضًا باسم (23945) 1998 يو أس 4 وفق تسمية الكوكب الصغير) (بالإنجليزية: 1998 US4)‏ هو كويكب ضمن حزام الكويكبات؛ وترتيبه 23945 من حيث الاكتشاف.
اكتُشف هذا الجُرم الفلكي بواسطة OCA–DLR Asteroid Survey ‏ في 20 أكتوبر 1998.

## وصلات خارجية
- (23945) 1998 US4 في قاعدة بيانات مختبر الدفع النفاث لأجرام النظام الشمسي الصغيرة

- الاكتشاف · مخطط المدار ·  العناصر المدارية · المعلمات المادية

- (23945) 1998 US4 على موقع ويكي سكاي: DSS2, SDSS, GALEX, IRAS, Hydrogen α, X-Ray, Astrophoto, Sky Map, Articles and images